# Émile-Justin Menier
Pour les articles homonymes, voir Menier.

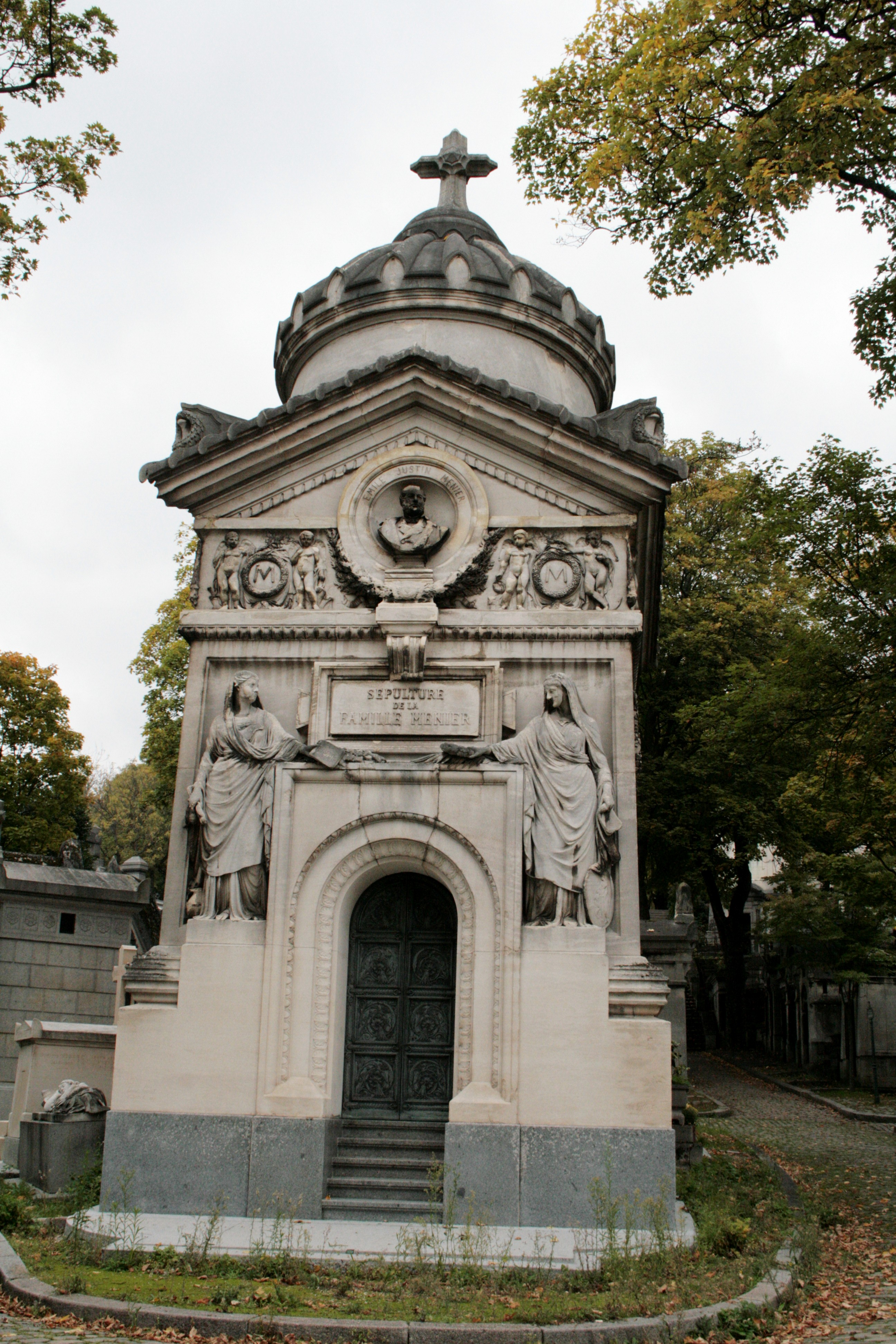
Sépulture de la famille Menier au cimetière du Père Lachaise (div. 67) à Paris XXe

Émile-Justin Menier, né le 18 mai 1826 à Paris et mort le 17 février 1881 à Noisiel à l'âge de 54 ans, est un industriel français, membre de la famille de chocolatiers Menier.

## Biographie
Émile-Justin Menier est le fils d'Antoine Brutus Menier, fondateur de la chocolaterie Menier. Après des études de pharmacie, il se forme sur le terrain dans les différentes usines possédées par la famille. Il grandit à l'époque où l'industrie européenne du cacao multiplie les innovations techniques et commerciales : chocolat en poudre puis en plaquettes. Après la mort de son père, il a fait passer la production de son usine de 400 tonnes en 1853 à 2 400 tonnes en 1862 (sa réussite lui vaut le surnom de "baron cacao"). Menier emploie 325 ouvriers à Noisiel, avec un barrage sur la Marne et un système de réfrigération à gaz liquéfié.
Le jeune patron voyage beaucoup, en particulier en Amérique centrale, pour visiter puis acheter des plantations de cacao, à une époque où l'histoire de la culture du cacao est encore marquée par une production insuffisante de la matière première. En 1862, il achète 1 500 hectares au Nicaragua, où il fait ensuite défricher 6 000 hectares en 1865, à une quinzaine de kilomètres du bord du lac Nicaragua, où 25 000 plants sont irrigués par un réseau de canaux, sur un site qui tente de concurrencer le projet du canal de Panama, et desservis par un brick de 154 tonneaux baptisé "Noisiel", construit par l'armateur Crouan de Nantes. 
Le projet du canal de Panama (estimé à un milliard de francs) représente un coût supérieur de 47 % par rapport au projet de Menier, qui offre en plus la possibilité de développer des plantations de cacao. C'est le projet de canal de Ferdinand de Lesseps qui fut cependant adopté en 1879. Ce projet sera touché par une faillite puis par un scandale.
Ayant une vision sociale de ses activités industrielles, Émile s'investit dans la vie intellectuelle et politique. Il est l'auteur de plusieurs livres économiques (L'impôt sur le capital en 1872, La Reforme fiscale en 1872 ou L'Avenir économique en 1878) et il devient maire de Noisiel en 1871 et député en 1876, mandats qu'il conservera jusqu'à sa mort. En mai 1877, il est l'un des députés signataires du manifeste des 363.
Il mettra en œuvre une partie de ses convictions politiques en créant à Noisiel une cité ouvrière ou en ouvrant, avant la loi Ferry, une école laïque, gratuite et obligatoire pour les enfants des ouvriers de son usine.
À sa mort en 1881, ses fils Henri, Albert et Gaston reprennent l'affaire familiale mais également les engagements politiques de leur père (mairie de Noisiel, assemblée nationale…).
Il est inhumé au cimetière du Père-Lachaise (67e division).
La rue Émile-Menier située dans le 16e arrondissement de Paris lui rend hommage.

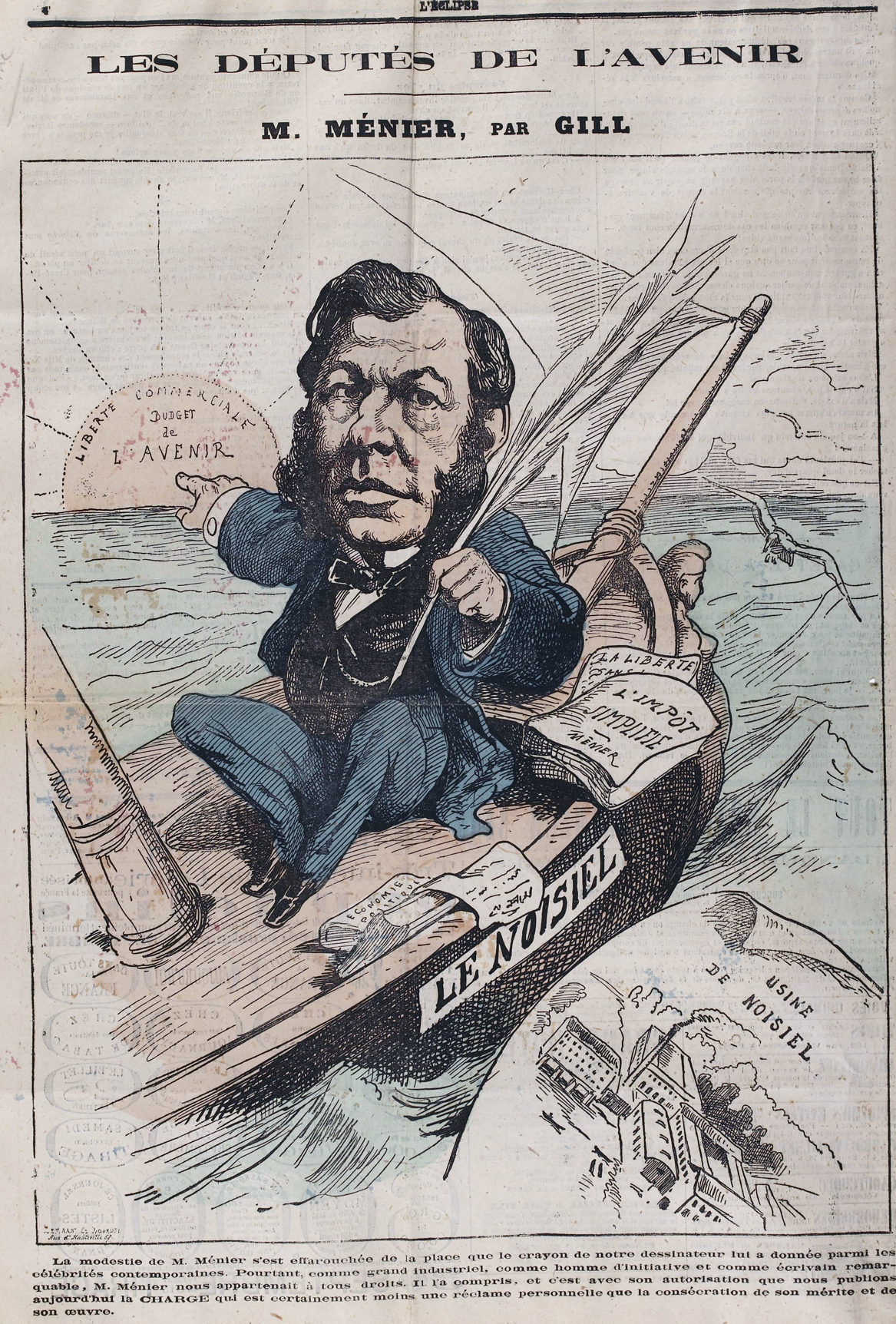
Caricature d’Émile-Justin Menier en député, entouré de ses ouvrages.
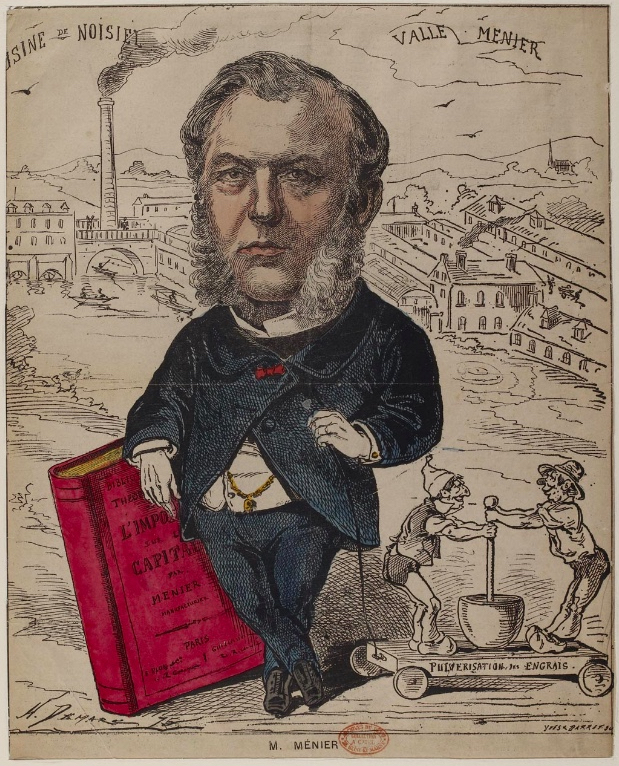
Caricature de Menier extraite de la revue Comic-Finance du 9 septembre 1875.
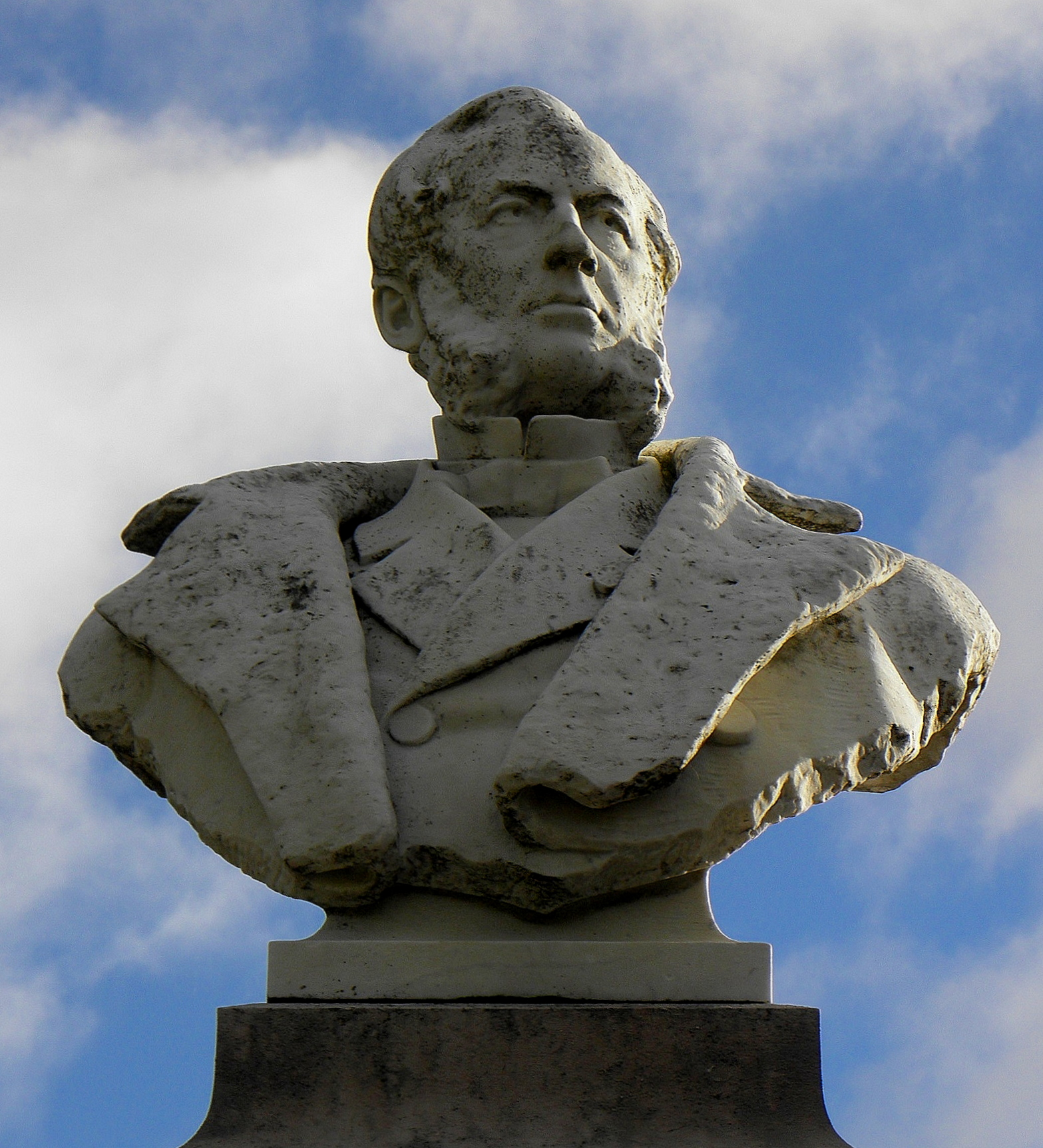
Buste d'Émile-Justin Menier par Carrier-Belleuse

## Publications
- Atlas de la production de la richesse, 1878[5]

## Sources
- « Émile-Justin Menier », dans Adolphe Robert et Gaston Cougny, Dictionnaire des parlementaires français, Edgar Bourloton, 1889-1891 [détail de l’édition]